# Coregonus stigmaticus
Coregonus stigmaticus — вид костистих риб родини лососевих (Salmonidae).

## Поширення
Ендемік Великої Британії. Поширений лише у чотирьох озерах (Бразерс-Вотер, Гаусвотер, Ред Тарн, Алсвотер) в Озерному краї на півночі Англії.

## Опис
Довжина риби від голови до тіла становить 320 мм. На спині та боках можна побачити невеликі чорні плями. У кінчику рота нижня щелепа перекривається верхньою щелепою. Морда зрізана вертикально. Навколо хвостового стебла розташовано від 22 до 24 рядів лусочок. Кількість зябрових променів від 34 до 41. Розгалужених анальних променів від 10 до 12 1/2. Кількість рядів лусочок між органом бічної лінії та основою грудної клітки зазвичай становить від 7 1/2 до 8 1/2.

## Спосіб життя
Нереститься в січні-лютому, в мілководних затоках на каменях і гравії. Харчується ракоподібними та комахами.